# Simyra atrata
Simyra atrata är en fjärilsart som beskrevs av Belling 1922. Simyra atrata ingår i släktet Simyra och familjen nattflyn. Inga underarter finns listade i Catalogue of Life.